# Lumban Rau Tenggara
Lumban Rau Tenggara is een bestuurslaag in het regentschap Toba Samosir van de provincie Noord-Sumatra, Indonesië. Lumban Rau Tenggara telt 1197 inwoners (volkstelling 2010).